# Шайда, Сергей Семёнович
Сергей Семёнович Шайда (укр. Сергій Семенович Шайда; род. 23 сентября 1980, Турийск, Волынская область) — украинский футболист, выступавший на позициях защитника, полузащитника и нападающего

## Биография
Начал профессиональную карьеру в 1997 году, в составе чортковского «Кристалла», выступавшего во второй лиге чемпионата Украины. Проведя в клубе год, 17-летний игрок перешёл в «Черкассы», однако там не смог закрепиться в составе, проведя за команду всего 1 матч в первом дивизионе и уже во время зимнего перерыва стал игроком кременчугского «Кремня», в котором и закончил сезон. В 1999 году отправился в Россию, где подписал контракт с астраханским «Волгарём», однако ни одного матча за команду так и не отыграл. По возвращении на родину некоторое время выступал за любительский «Бескид» из Надворной, а затем стал игроком луцкой «Волыни». В составе волынян появлялся на поле в 6 играх в первом дивизионе, чего оказалось достаточно чтобы заинтересовать клуб высшей лиги Украины — тернопольскую «Ниву», куда игрок и перешёл в 2001 году. Дебютировал в высшем дивизионе 7 апреля 2001 года, выйдя в стартовом составе в выездном матче против львовских «Карпат». За «Ниву» выступал на протяжении четырёх сезонов, в течение которых клуб опустился из высшей во вторую лигу украинского футбола, также играл за вторую команду клуба. Последний матч в составе «Нивы» провел в 2003 году. Затем выступал за ивано-франковскую «Черногору» и кировоградскую «Звезду», после чего завершил выступления на профессиональном уровне.

### После карьеры
По окончании карьеры играл за любительские коллективы. Также работал тренером в женской футбольной академии «Рута» в Ивано-Франковске, а также возглавлял Ассоциацию женского футбола Ивано-Франковской области